# 4320 Jarosewich
4320 Jarosewich este un asteroid din centura principală, descoperit pe 1 martie 1981 de Schelte Bus.